# Gestaald kader

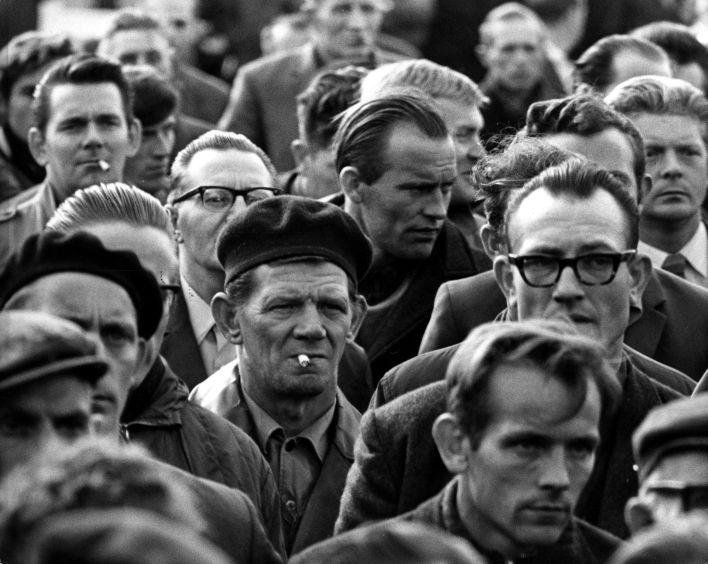
Klassiek gestaald kader, de stakers in Oude Pekela in 1969

Gestaald kader is een begrip dat wordt gebruikt om er activistische leden van vakbonden of politieke organisaties mee aan te duiden. Meestal wordt het in het meervoud gebruikt: gestaalde kaders. Het begrip stamt uit de metaalbewerking. Koud staal kan worden gehard door het op hoge temperatuur te brengen (kersrood, ongeveer 770 graden Celsius) en het daarna snel af te koelen. Deze hittebehandeling, waardoor de kristalstructuur wordt herschikt, heet "stalen". Hierdoor verbeteren de eigenschappen van het materiaal.
De vergelijking met vakbondsleden met een voortrekkersfunctie is hiermee verklaarbaar. Ze zijn 'gehard in de strijd' om bepaalde doelen te bereiken. Het zijn vooral de kaderleden van de bonden die bij acties voor verbetering of behoud van goede arbeidsvoorwaarden het voortouw nemen.
Het begrip is nauwelijks meer van toepassing op kaderleden van moderne vakbonden. In Nederland bijvoorbeeld waren er in de periode 2001-2010 in totaal maar zo'n 200 geschillen waarbij werknemers naar de werkstaking als actiemiddel grepen. Daarbij gingen ruim 600 duizend arbeidsdagen verloren. Het stakingspercentage is hiermee in dat land verwaarloosbaar. Daarbij moet ook bedacht worden dat bij acties en stakingen maar een deel van de actievoerders vakbondslid is. Tussen 2017 en 2022 werd er bovengemiddeld gestaakt door langere stakingen. Daarna liepen zowel het aantal stakingen als verloren arbeidsuren weer in de pas met het beeld van voorgaande jaren.